# 캐딜락 SRX
캐딜락 SRX(Cadillac SRX)는 2003년부터 2016년까지 생산된 캐딜락의 크로스오버 SUV(스포츠 유틸리티 자동차)이다. 1세대는 준대형이었으나, 2세대는 중형으로 자리잡았다.

## 1세대

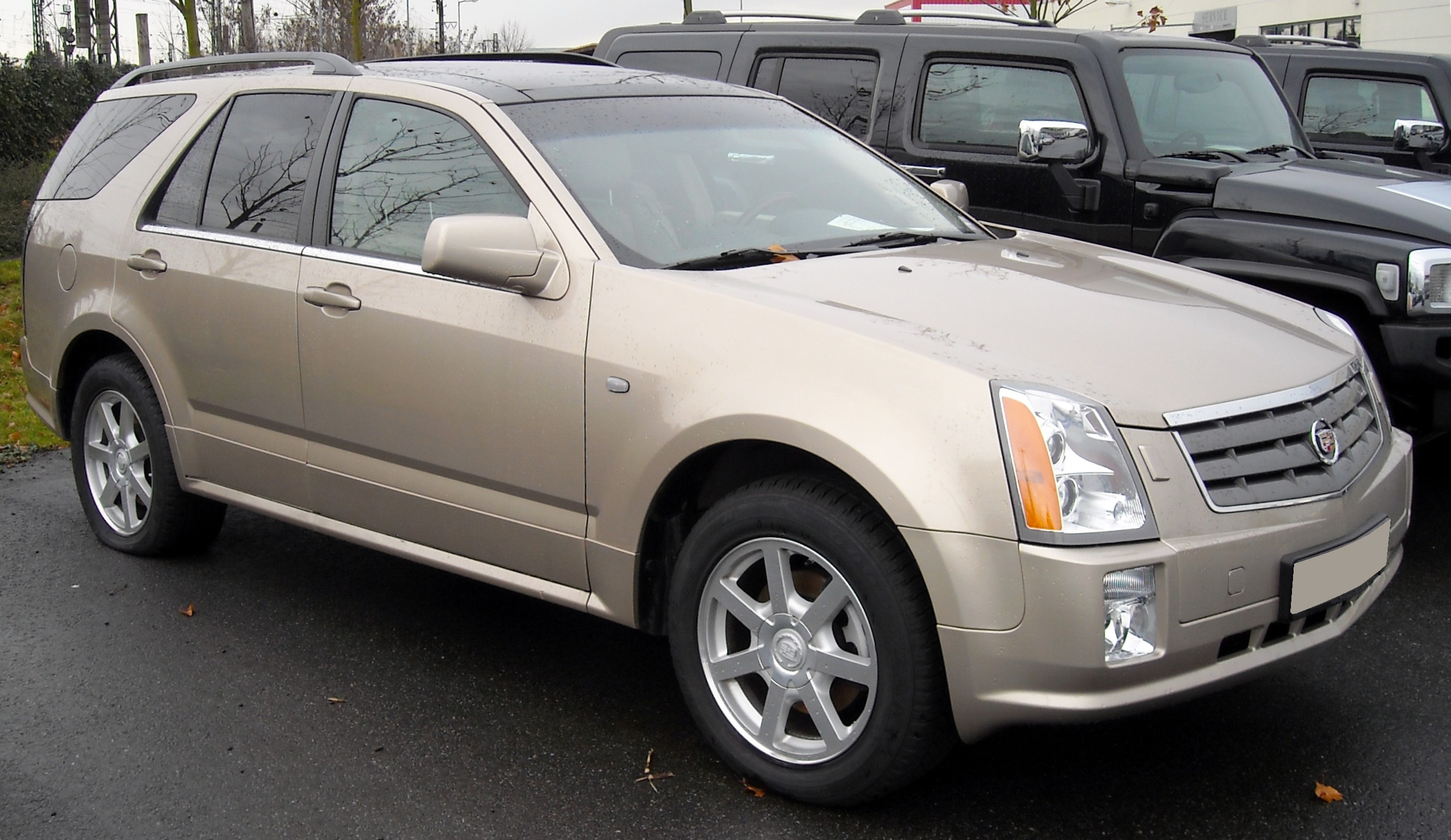
캐딜락 SRX 정측면

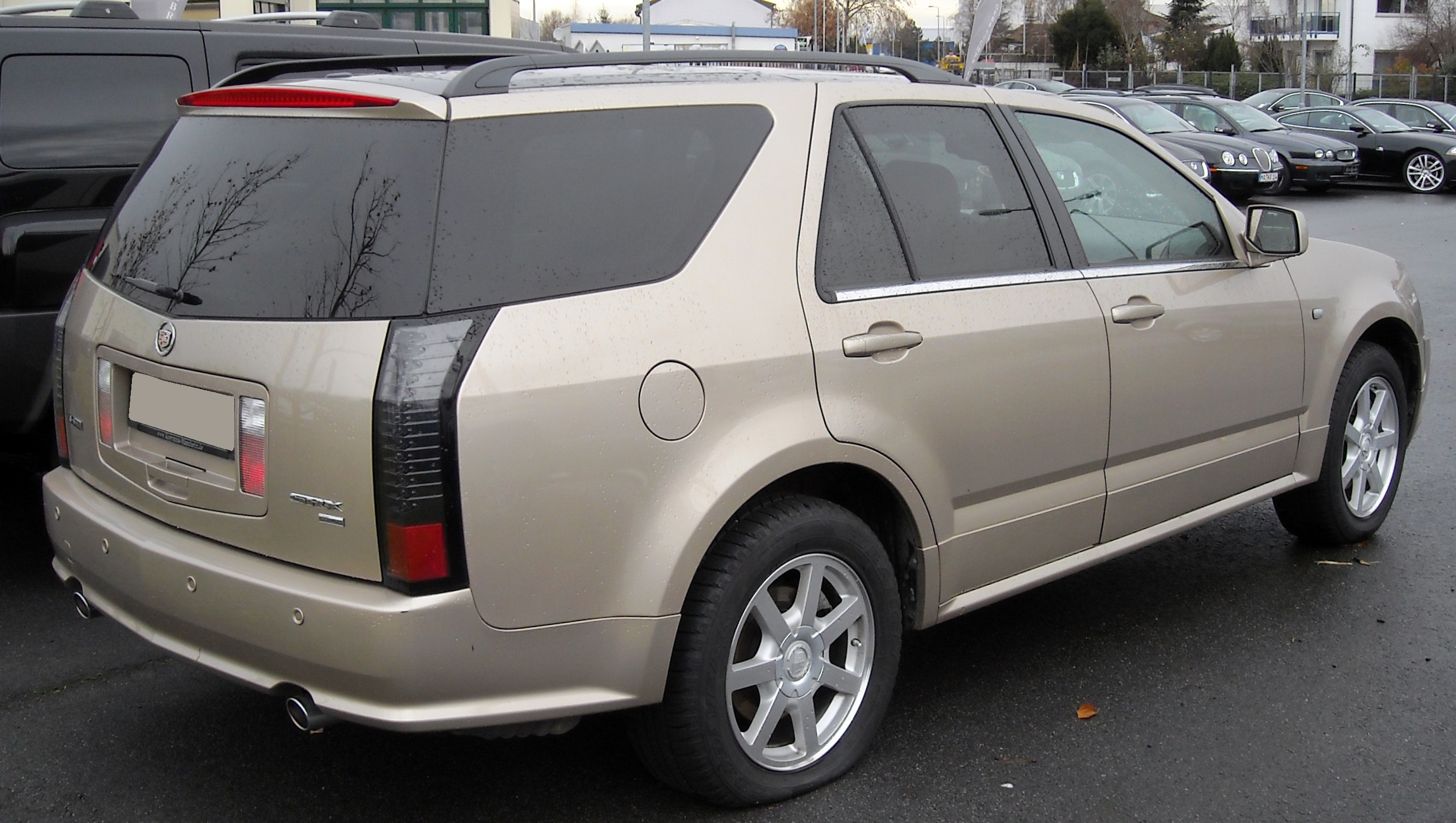
캐딜락 SRX 후측면

2001년에 북미 국제 오토쇼에서 발표된 컨셉트 카인 바이존을 기반으로 2003년에 북미 국제 오토쇼에서 공개와 동시에 출시되었다. STS의 "시그마 아키텍처"라는 FR 플랫폼을 기반으로 AWD 방식의 고급 SUV이며, 직선 구조의 외관은 아트 & 사이언스를 의식하여 디자인 된 것임과 동시에 럭셔리 함을 가졌다. 초기에는 5단 자동변속기와 조합된 노스 스타 4.6L의 V8 엔진만 탑재되었으나, 2004년에 3.6L의 V6 엔진이 추가되었다. 또한 안전 기능에 대해서도 빈틈 없이 미끄럼 방지 기능인 스타빌리트랙, 마그네틱 라이드 컨트롤, 트랙션 컨트롤 시스템이 포함된 ABS 등이 장착되었다. 3열 시트가 장착된 실내는 뒷좌석을 접을 수 있으며, 전기 저장 장치도 구비하여 편의 사양도 고려하였다. 2005년에 파워 리프트 게이트를 갖췄고, 2007년에 노스 스타 4.6L의 V8 엔진의 변속기를 6단 자동으로 교체되었고, 인테리어를 쇄신하였다. 또한 2008년에 3.6L의 V6 엔진에 한해 BOSE 사운드 시스템이 추가되었다. 2009년 6월에 2세대가 출시되어 단종되었으나, 러시아에서는 2010년까지 생산되었다.

## 2세대

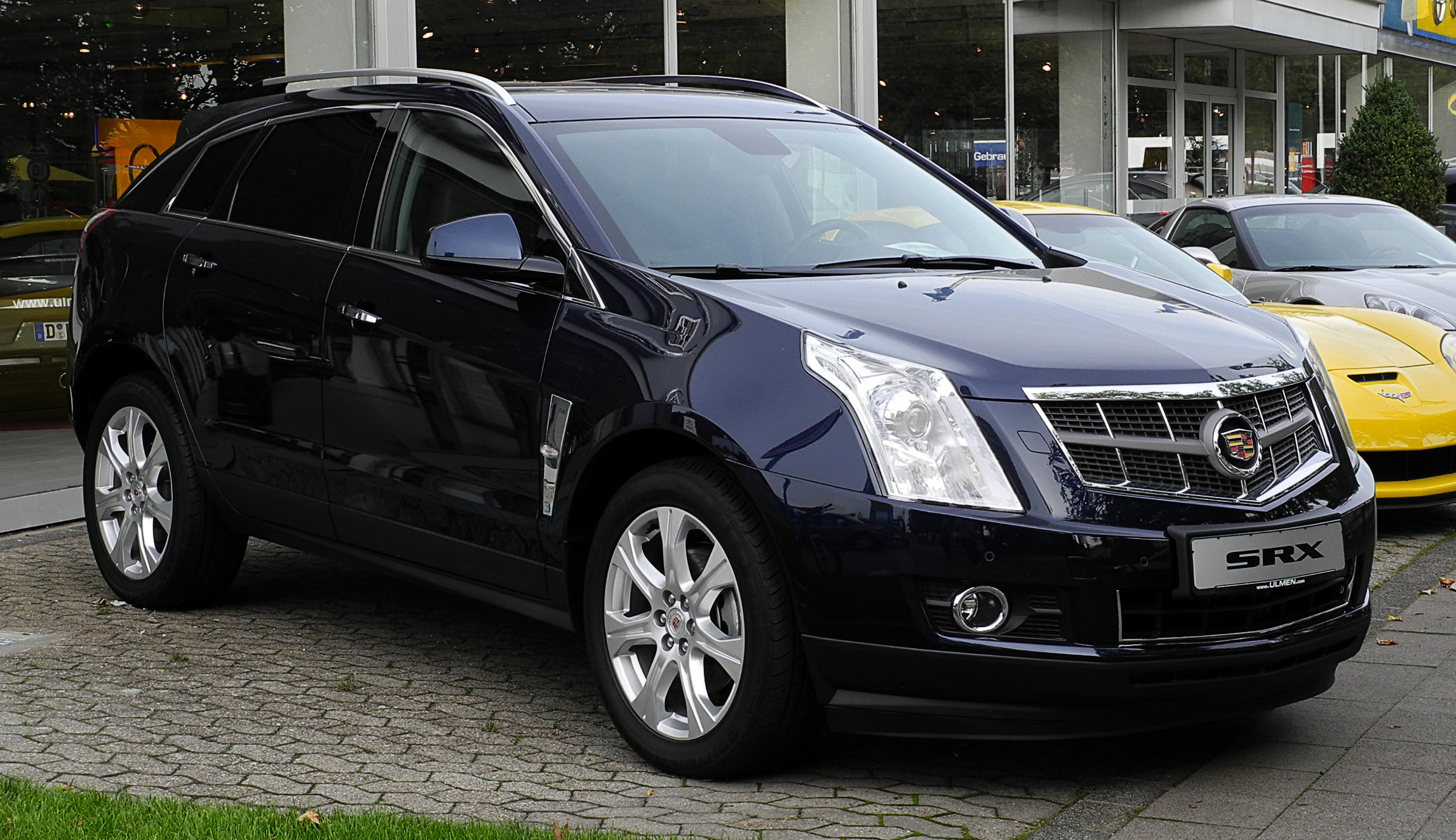
캐딜락 SRX 정측면

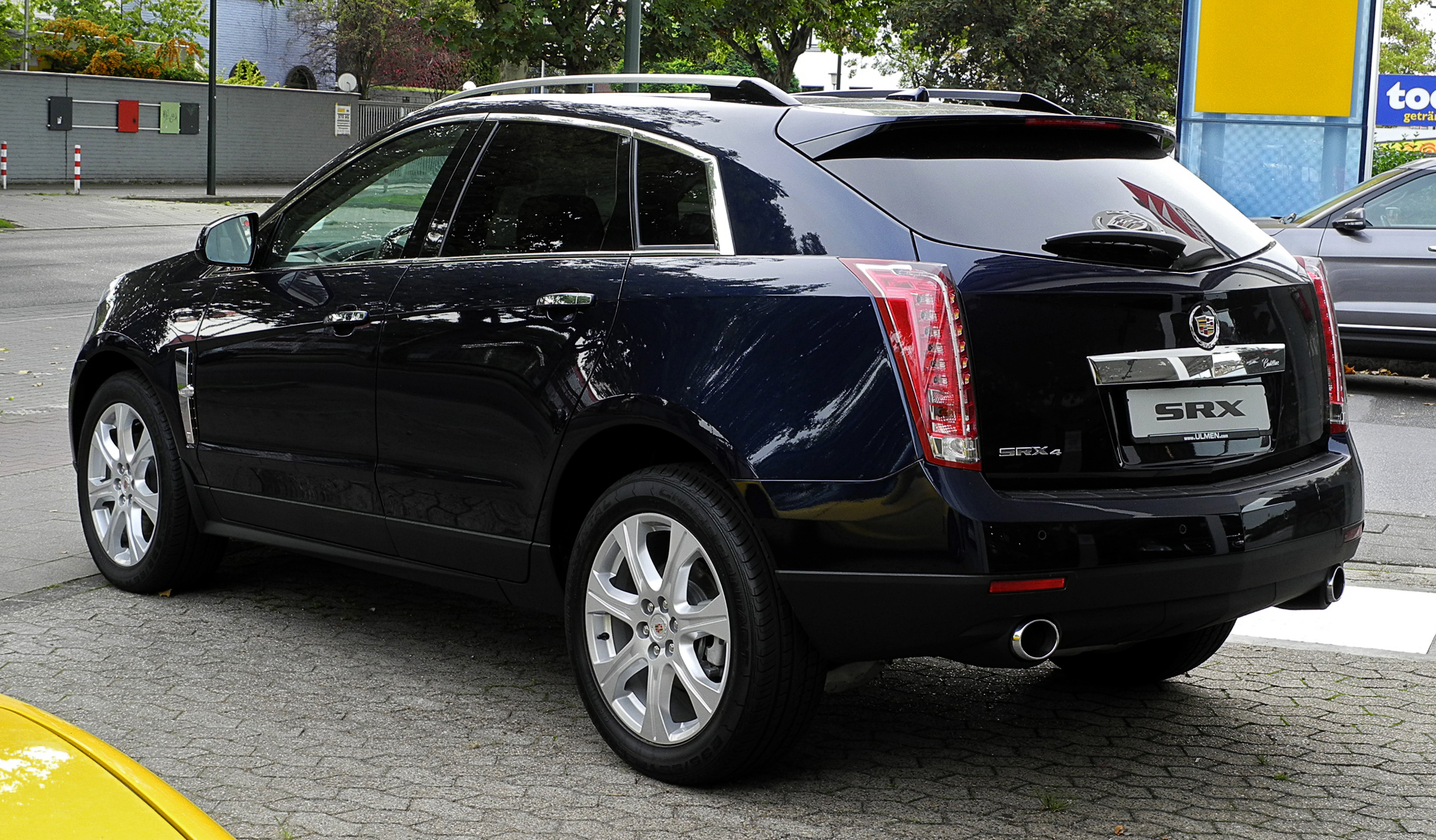
캐딜락 SRX 후측면

2008년에 공개된 컨셉트 카 프로보크를 기반으로 2009년 1월 북미 국제 오토쇼에서 양산형이 공개되었고, 같은 해 6월에 출시되었다. 1세대의 FR 방식에서 GMC 테레인을 사용했던 FF 방식의 GM 세타 플랫폼으로 변경되었다. 또한 차체가 다운 사이징되어 3열 시트는 없어져 2열 방식의 5인승으로 탈바꿈되었다. 4WD 시스템은 일신되어 할덱스의 습식 멀티 플레이트 클러치를 통해 주행 상황에 따라 앞뒤 구동력 배분을 100대 0에서 0대 100으로 조정하는 시스템이 장착되었다. 또한 후륜에 전자 제어 리미티드 슬립 디퍼런셜 기어(eLSD)가 갖춰져 필요에 따라 좌우 바퀴에 구동력 배분이 이루어지게 하였다. 서스펜션 형식은 후면의 경우 멀티링크를 그대로 뒀지만, 하지만 전면은 더블 위시 본에서 맥퍼슨 스트럿으로 교체되었다. 등급에 따라 스포츠 서스펜션과 전자 제어 실시간 댐퍼도 채용되었다. 엔진은 2.8L V6 터보와 CTS에도 탑재된 직분 3.0L V6가 장착되었다. 변속기는 6단 자동(6L45) 변속기만 제공되었다. 안전 장비의 경우, 충실한 듀얼 스테이지 프론트 에어백, 사이드/헤드 커튼 에어백, 트랙션 컨트롤 스테빌리트랙이 기본으로 갖췄고, 팝업 화면 HDD 내비게이션 시스템 및 10 스피커 BOSE 서라운드 사운드 시스템도 마련되었다. 2012년에는 모델 체인지를 통해 프론트 그릴이 달라졌고, 20인치 알루미늄 휠이 옵션으로 제공되었으며, 3가지 새로운 색상이 추가되었다. 인테리어도 개선되면서 캐딜락의 새로운 인포테인먼트 시스템인 CUE(Cadillac User Experience)가 기본으로 장착됐다. CUE는 8인치 LCD 멀티 터치 스크린을 갖추고 있어 스마트폰이나 태블릿 PC와 마찬가지로 몇몇 제스처를 사용할 수 있었다. 또한 액티브 노이즈 캔슬 레이션 시스템이 장착되었고, 직분사 3.6L V6 엔진이 추가되었다. 2016년에 후속 차종인 XT5가 출시되며 단종되었다.